# Richtlinie zur einrichtungs- und sektorenübergreifenden Qualitätssicherung
Der Gemeinsame Bundesausschuss (G-BA) beschloss auf der Grundlage von § 92 Abs. 1 Satz 2 Nr. 13 SGB V in Verbindung.mit § 137 Abs. 1 Nr. 1 SGB V am 2. Dezember 2010 eine Richtlinie zur einrichtungs- und sektorenübergreifenden Qualitätssicherung (Qesü-RL). Sie gilt grundsätzlich einheitlich für alle Patienten und enthält zunächst nur Vorgaben für einrichtungs- und sektorenübergreifende Maßnahmen der Qualitätssicherung. Diese haben insbesondere zum Ziel, die Ergebnisqualität zu verbessern, gültige und vergleichbare Erkenntnisse über die Versorgungsqualität der Leistungserbringer zu gewinnen und damit die Selbstbestimmung der Patienten zu stärken. Durch die sektorenübergreifende Betrachtung soll ein kontinuierlicher Qualitätsenwicklungsprozess eingeleitet werden.
Die Richtlinie gilt insbesondere für zugelassene Krankenhäuser und zur vertragsärztlichen oder vertragszahnärztlichen Versorgung zugelassene Leistungserbringer, zugelassene medizinische Versorgungszentren sowie ermächtigte Ärzte, Zahnärzte Psychotherapeuten und ermächtigte ärztlich oder zahnärztlich geleitete Einrichtungen.

## Geltungsbereich
Der Geltungsbereich umfasst alle Verträge des vierten Kapitels des SGB V mit Leistungserbringern nach Satz 1 sowie aufgrund der Leistungsberechtigung nach § 116b SGB V und, soweit relevant, aufgrund von Modellvorhaben nach § 63 und § 64 SGB V. Der Geltungsbereich umfasst alle von Leistungserbringern nach Satz 1 für Patienten erbrachten, in den themenspezifischen Bestimmungen näher benannten Leistungen.

## Landesarbeitsgemeinschaft
Auf der Ebene der Bundesländer oder auch bundeslandübergreifend bilden die jeweilige Kassenärztliche Vereinigung (KV), Kassenzahnärztliche Vereinigung (KZV), Landeskrankenhausgesellschaft (LKHG) und die Verbände der Krankenkassen einschließlich Ersatzkassen im Land eine Landesarbeitsgemeinschaft für sektorenübergreifende Qualitätssicherung (LAG). Existieren in einem Land mehrere KVen oder KZVen, dann sind diese mit einzubeziehen.
Die LAG trifft ihre Entscheidungen durch ein Lenkungsgremium. Die genannten Organisationen sind im Lenkungsgremium stimmberechtigt. Das Lenkungsgremium ist paritätisch besetzt mit Vertretern der Landesverbände der Krankenkassen und der Ersatzkassen einerseits und Vertretern der genannten Organisationen der Leistungserbringer andererseits. Das Lenkungsgremium wählt entweder aus seiner Mitte wechselnd eine Vorsitzende oder einen Vorsitzenden oder benennt eine unparteiische Vorsitzende oder einen unparteiischen Vorsitzenden. Bei Stimmgleichheit gibt die Stimme der Vorsitzenden oder des Vorsitzenden den Ausschlag. Das Lenkungsgremium ist dem G-BA gegenüber für die ordnungsgemäße Durchführung der Richtlinien verantwortlich.
Der Verband der Privaten Krankenversicherung, die jeweiligen Landesärztekammern, sowie die Organisationen der Pflegeberufe auf Landesebene werden von der LAG beteiligt. Zusätzlich erfolgt eine Beteiligung der Landeszahnärztekammern und der Landespsychotherapeutenkammern, soweit deren Belange in der Qualitätssicherung thematisch berührt sind. Die für die Wahrnehmung der Interessen der Patienten und der Selbsthilfe chronisch kranker und behinderter Menschen maßgeblichen Organisationen auf Bundesebene erhalten im Lenkungsgremium ein Mitberatungsrecht.

### Aufgaben der Landesarbeitsgemeinschaft
Die LAG richtet eine Geschäftsstelle ein und gibt sich eine Geschäftsordnung. Die LAG hat folgende Aufgaben:
- Beauftragung der Auswertungsstellen
- Bewertung der statistischen und dokumentationsbezogenen Auffälligkeiten
- Durchführung der qualitätsverbessernden Maßnahmen
- Erstellung und Übermittlung von Qualitätssicherungsergebnisberichten
- Information und Beratung der Leistungserbringer
- Förderung des Austausches der Leistungserbringer untereinander
- Laienverständliche Informationen der Öffentlichkeit über die Ergebnisse der Maßnahmen der Qualitätssicherung

Zur Durchführung der Qualitätssicherungsmaßnahmen setzt die LAG Fachkommissionen mit ausreichender Expertise jeweils aus dem ambulanten und stationären Bereich ein.

### Datenannahmestellen
Grundlage für die Tätigkeit der LAG sind die Auswertungen der von den Leistungserbringer (LKG, KV, KZV) übermittelten Daten. Die Leistungserbringer (z. B. Ärzte) haben ihre Daten an folgende gemeinsame Datenannahmestelle zu übermitteln:
- Datenannehmende Stelle ist für kollektivvertraglich tätige Vertragsärzte die zuständige KV/KZV
- Datenannahmestelle für die Krankenhäuser ist die Landesgeschäftsstelle für Qualitätssicherung (LQS) oder die Landeskrankenhausgesellschaft (LKG)
- Datenannahmestelle für die selektiv vertragsärztlich tätigen Ärzte und die MVZ ist die Vertrauensstelle nach § 11, eine Organisation, welche die patientenidentifizierenden Daten, die im Rahmen der sektorenübergreifenden Qualitätssicherung erhoben werden, pseudonymisiert. Die Vertrauensstelle wird durch den G-BA ausgeschrieben.[7]

## Auffälligkeiten
Ergeben die Auswertungen Auffälligkeiten bei einem Leistungserbringer, wird ihm zunächst Gelegenheit zur Stellungnahme gegeben. Können die Auffälligkeiten im strukturierten Dialog nicht ausreichend aufgeklärt werden, beschließt die  zuständige Stelle über die Notwendigkeit zur Einleitung geeigneter Maßnahmen nach Maßnahmestufe 1, wie
- Teilnahme an geeigneten Fortbildungen, Fachgesprächen, Kolloquien,
- Teilnahme am Qualitätszirkel,
- Implementierung von Behandlungspfaden,
- Durchführung von Audits,
- Durchführung von Peer-Reviews,
- Implementierung von Handlungsempfehlungen anhand von Leitlinien.

Bestehen Belege für schwerwiegende einzelne Missstände, verweigert ein Leistungserbringer den Abschluss oder die Erfüllung einer Vereinbarung oder wird der durch die Vereinbarung angestrebte Zustand in der vorgesehenen Zeit nicht erreicht, ist dem betroffenen Leistungserbringer Gelegenheit zur Äußerung zu geben, bevor die Maßnahmenstufe 2 einsetzt. Daneben kann diese bei wiederholten oder besonders schwerwiegenden Auffälligkeiten, in Fällen, in denen die Leistungserbringerin oder der Leistungserbringer an der Qualitätssicherungsmaßnahme nicht oder nicht vollständig teilnimmt oder in anderen Fällen mit dringendem Handlungsbedarf einsetzen. Die Maßnahmenstufe 2 umfasst
- die Korrektur der Vereinbarung oder
- die Information der für Vergütungsabschläge oder Entziehung der Abrechnungsmöglichkeit der jeweiligen Leistung zuständigen Stellen mit entsprechenden Empfehlungen.

Die Umsetzung dieser Empfehlungen erfolgt bei kollektivvertraglich tätigen Vertragsärzten durch die KVen/KZVen, bei allen anderen Leistungserbringern im Rahmen der jeweiligen Vertragsbeziehungen.

## Rückmeldungen
Die Leistungserbringer erhalten zu den von ihnen übermittelten Daten gut verständlich aufbereitete Rückmeldeberichte, die Informationen zur Vollständigkeit und die statistische Darstellung der von dem Leistungserbringer übermittelten Daten sowie jeweils der Vergleichsgruppe enthalten. Der Rückmeldebericht enthält keine Bewertung, worauf ausdrücklich hinzuweisen ist.